# Озмыш-тегин-хан
Озмыш-тегин-хан (кит. упр. 乌苏米施可汗, пиньинь wusumishikehan, палл. Усумиши кэхань, личное имя Озмыш, , устар. Хан Усу-миши; личное имя (вероятно) кит. упр. 阿史那乌苏米施, пиньинь ashinawusumishi, палл. Ашина Усумиши) — каган Восточно-тюркского каганата с 742 по 743 год. Сын Пан Кюль-тегин. Возведён на престол старейшинами после гражданской войны и вторжения уйгуров, басмалов и карлуков.

## Правление
Озмыш получил разваливающийся каганат. Император Тан Сюань-цзун предложил кагану переехать в Китай, но каган отказался, несмотря на то, что его приближённые предпочитали бегство в Китай, смерти от рук басмылов и уйгур. Вскоре басмылы напали на Орда-Балык и каган бежал в степь. Ханы Абусы и Гэлачи с 5 000 тюрок ушли в Китай. По уйгурской версии (в надписи Моян-чура): 16-го числа 1-го месяца тюрки проиграли битву с уйгурами и Озмыш-тегин с женой попали в плен к Моян-чуру. Вскоре басмылы привезли в Чанъань голову убитого кагана и император приказал выставить голову в храме. На престол взошёл брат убитого, Баймэй-хан Кулун-бек.